# صلیب ماریسا کروسس
صلیب ماریسا کروسس (اسپانیایی: La cruz de Marisa Cruces‎) یک تله‌نوولا درام و عاشقانهٔ مکزیکی است که در سال ۱۹۷۰ منتشر شد.

## بازیگران
- آمپارو ریوه‌یس
- نوئه مورایاما
- سیلویا مونتاناری
- رائول والرو
- سیلویا پاسکل
- آرون اِرنان
- راکل اولمدو
- کارمن مونتخو
- کارلوس براچو